# Кристина Стоммельнская
Кристина Стоммельнская известна также, как Кристина Брусо (Брузо) (нем. Christina von Stommeln; 1242, Стоммельн (ныне в составе г. Пульхайм, Вестфалия) — 6 ноября 1312, там же) — немецкий мистик, стигматик, безгинка, блаженная католической церкви. Первая женщина, у которой, как сообщается в средневековой книге «Codex Iuliacensis» (между 1320—1350) были документально зафиксированы стигматы.

## Биография
Родилась в богатой крестьянской семье. В 10-летнем возрасте впервые у неё было видение Иисуса Христа, в котором он просил её посвятить свою жизнь Богу и пророчествовал, что девочка будет жить с безгинками. В двенадцать лет родители хотели выдать её замуж. В 13 лет Кристина без разрешения родителей отправилась в Кёльн, чтобы вступить в один из многочисленных монастырей. В монастырь была принята и жила в условиях жесткого аскетизма, периодического состояния экстаза и религиозных видений.
В 15-летнем возрасте у неё появились стигматы на руках, ногах и голове. Это, в сочетании с другими мистическими переживаниями, убедило других, что она сошла с ума и к ней стали относились с презрением, что привело её к возвращению в родную деревню в 1267 году.
По возвращении в Стоммельн познакомилась с доминиканцем Петром Датским, который с 1266 года обучался в доминиканском монастыре в Кёльне. Эта встреча изменила её жизнь, поскольку монах стал ее духовным наставником, другом на всю жизнь и позже — биографом. Он посетил её около 15 раз до своей смерти в 1289 году.
После смерти Петра Датского мистические видения и появления демонов у Кристины прекратились. Она покинула дом священника и переехала в небольшой монастырь, где жила тихой жизнью до своей смерти в 1312 году.
После смерти была похоронена рядом с башней местной церкви Стоммельна. Чудеса над могилой Кристины Стоммельнской связывали с предполагаемым исцелением графа Дитриха VIII, страдавшего от подагры. В 1327 году в её честь был основан монастырь. В мае 1342 года монастырь и её мощи были перенесены в Нидегген, тогдашнюю резиденцию маркграфа Вильгельма V. В 1569 году монастырь был переведен в город Юлих, где до сих пор существует памятник Кристине. Её мощи пережили разрушение церкви во время налёта авиации союзников на Юлих в ноябре 1944 года. Сейчас мощи покоятся в церкви Успения Пресвятой Богородицы Юлиха.

## Видения, экстазы и стигматы
Известность у современников и потомков Кристины объясняется её видениями, религиозными состояниями восторга и задокументированной стигматизацией. Видения и демонические привидения преследовали её с юности. Источники описывают, что она получала ожоги и травмы, подбрасывания в воздух, Кристина уверяла, что она и её окружение были испачканы экскрементами демонов, жаб, змей и пауков которые, среди прочего, появлялись в пище. С 1270-х годов количество сообщений о явлении ей демонов резко возросло.
По её словам, встретила до 200 000 бесов, например, на Пасху 1283 года.
Кристина Стоммельнская отличается от других немецких мистиков своим мистическим опытом, поскольку в её страсти и мистическом видении они уступают место дьяволу и демоническим явлениям. Говорят, что с тех пор, как ей исполнилось 15 лет, раны Христа на Кристине проявились регулярно, особенно во время Страстной неделе. Считается, что крестообразные стигматы на её руках появились во время Пасхи. Это делает Кристину одной из самых первых известных женщин-стигматиков в христианском мире.
В 1908 году была беатифицирована папой Пием X. День памяти — 6 ноября.